# Хайдар Кади джамия
Гази Хайдар Кади джамия (на македонска литературна норма: Гази Ајдар Кади џамија; на турски: Gazi Haydar Kadi Cami) е мюсюлмански храм от XVI век в Битоля, Северна Македония. С хармоничната простота и перфекция на пропорциите си, джамията е най-впечатляващият от класическите османски храмове в града. Това кара много автори да смятат, че храмът е една от многобройните джамии, чийто автор е най-големият класически османски архитект Мимар Синан или пък, че е построена от негов ученик.

## Местоположение
Храмът е разположен в квартала Кара Оглан, в периферията на чаршията в близост до Дебой хамам.

## История
Според мраморната плоча над входа, джамията е построена в 969 година от хиджра (= 1561/1562 година от Рождество Христово). Внушителната джамия е построена от Хайдар Ефенди при назначаването му за кадия в Битоля. За издръжката на храма Хайдар Ефенди учредява вакъф с магазини, ханове и къщи между Чира пазар и затвора Ченгел каракол. В 1607 година са добавени и нови вакъфи от везира Ахмед паша с годишен фонд от 60 000 акчета и 9000 акчета приходи. Около 1610 година имам на джамията е Кюрд Халифе. В 1661 година джамията е посетена от Евлия Челеби, който казва „Гази Хайдар е прекрасна в артистично отношение религиозна сграда“. Към джамийския комплекс е добавено и религиозно училище, което пет пъти е обновявано. Джамията е изоставена по време на Балканската война в 1912 година. По време на Първата световна война минарето е ударено от артилерийски снаряд и пада. След 1945 година джамията е обявена за паметник на културата. Между 1960 и 1961 година е направена реставрация от архитект Крум Томовски. Дълги години след това храмът е запуснат. Обновен с 2,5 милиона евро от турската Генерална дирекция на вакъфите и на 4 ноември 2016 година отново отваря врати като действащ храм.

## Архитектура

### Надпис
Над главния портал има добре запазена мраморна плоча с размери 108 x 65 cm с надпис на три реда.
| „ | От най-праведния от кадиите, нашия господар Хайдар Кади. Нека всемогъщият Бог да благовори да му даде прекрасен престой в Рая; Рай с пролетен фонтан. Той постори тази почетна джамия и приятно място за богослужение само от името на Всемогъщия Господар и искайки да е доволен (от джамията). Той бе щедър благодетел. Година 969. | “ |

### Молитвено пространство
Храмът има голямо квадратно молитвено пространство 10,95 m на 10,98 m, покрито с 20-метров купол на 12-стенен барабан, свързан със стените с ъглови тромпи. Пропорцията от почти 1:2 акцентира височината на купола. Стените са дебели между 1,38 и 1,48 m и зидарията наподобява тази на школата на Мимар Синан - състои се от два реда тухли, редувани с един ред дялан камък. Спойката е хоросан. Сходни са Синан паша джамия в Бешикташ и Кара Ахмед паша кюлие в Топкапъ в Истанбул от 1550-1560 година. С изключение на декорирания портик и външната северозападна стена на джамията, единствената друга външна украса е чрез зидарията.
Интериорът на джамията е богато осветен от 12 барабанни прозореца и странични прозореца – осем на всяка стена без тази към портика, където са само четири. Запазен е оригиналният украсен в стуко михраб с пет реда сталактити, а махвилът и минбарът почти са изчезнали.
От рисуваната декорация преди реставрацията в 2016 година в горните зони има само следи, а в долните зони тя или е повредена или напълно унищожена. Около прозорците, арките и тромпите има стилизирана рисувана геометрична орнаментация. Като стил те се отнасят към XIX век и са сходни с декорацията използвана в Анадола. Михрабът и тромпите са скулптрирани, а при портика, капителите и минбара има декорация с нисък релеф.

### Портик
От северната страна на джамията е трикуполният отворен портик, който излиза извън размерите на молитвеното пространство и покрива минаретните основи. Това е единственит оцелял оригинален портик на джамия в Битоля. Има четири мраморни колони, свързани с островърхи арки, които оформят три слепи купола на ниски осмоъгълни барабани, видими и отвън. Нивата на под под двата странични купола са повдигнати. Ниши в портика заместват михраба за закъснелите. Порталът е със сталактитни пенданти и над него е мраморната плоча с надписа. Вратите са от кестеново дърво и са орнаментирани в нисък релеф с двойка розети и калиграфски текст от сура Ихлас. Аркада от четири колони поддържа покрива с трите купола. Двете колони фланкиращи входа имат сталактитни капители и са от зелен мрамор. Външните две са от бял мрамор и са с лозови капители.

### Минарета
Храмът е имал две минарета, от които към началото на XXI век са оцелели само основите от двете страни на портика. Лявата е изградена с комбинация от тухли и камък, подобно на джамията, а дясната е само от дялан камък. Лявото е единственото минаре съществувало до 1912 година, а дясното никога не е било завършвано. По-късно тази част на сградата е използвана за ритуално измиване. При реставрацията, завършила в 2016 година, едното минаре е възстановено.